# Factoraje electrónico
El factoraje electrónico (en inglés e-factoring) es una modalidad de factoraje, en la cual el documento cedido corresponde (en la mayoría de los casos) a una Factura electrónica, sin utilizar en ningún momento el papel u otro medio físico como soporte, es decir, las transacciones que se efectúan entre el cliente, su deudor y el factor son totalmente en línea.

## Introducción
El factoring electrónico se distingue por la forma de gestión informática y por el uso de medios electrónicos en las transacciones involucradas. Se halla sometido a ciertos requisitos legales, dependiendo del país donde se realice y de sus autoridades tributarias; en vista de aquello, no siempre es posible efectuar todas las transacciones en línea. Sin embargo, el contrato en el cual se detalla la transacción correspondiente a la cesión, es un documento electrónico sujeto a requisitos similares; al ser un documento legal, debe contar con la firma electrónica de la entidad cedente.
Los requisitos legales respecto al contenido afectan tanto a los documentos electrónicos como a los de papel. Los requisitos legales respecto a la forma buscan garantizar la integridad y la autenticidad de dichos documentos.
Tal como en el caso de la factura electrónica, en el factoring electrónico no existe una normativa internacional aplicable de forma general, aunque las Naciones Unidas, a través de UN/CEFACT han publicado recomendaciones tales como UNeDocs que definen plantillas para las facturas impresas y formatos EDI y XML para las modalidades electrónicas.
Entre los países que disponen de normativa vigente para el factoring electrónico, se encuentran los siguientes:
- Argentina
- Chile
- Colombia
- México
- Perú

## Principales características
El ciclo del factoraje electrónico se realiza de la siguiente manera:
- La empresa cliente, luego de emitir una factura electrónica, solicita los servicios de un factor a través de Internet.
- La empresa factor evalúa la validez de la factura a comprar en una base de datos común entre todas las empresas del rubro.
- Una vez aprobada la factura, se produce la "cesión" a través de Internet, donde ambas partes realizan una certificación electrónica de la transacción.
- Por su lado, el factor le paga a su cliente por medio de Internet, mientras notifica en línea al deudor sobre el traspaso de la factura.
- El deudor cancela su deuda al factor en la fecha estipulada en la factura a través de Internet.

De esto se desprende que la principal ventaja del factoring electrónico es la posibilidad de verificar en línea (ante dudas) la validez de una factura, o si no ha sido cedida a otra empresa factor; esto reduce la posibilidad de que se cometa un fraude, y también el riesgo en el que incurre el factor al admitir una factura. Algunas veces esta reducción de riesgo es tal, que el factor concuerda en pagar el 100% del monto establecido en el documento cedido.

## Factoraje electrónico en Chile
En Chile, las empresas que actúan como factores corresponden a bancos y entidades financieras. El organismo encargado de la estandarización de todo documento tributario, en papel o electrónico, es el Servicio de Impuestos Internos, el cual fija el formato de los documentos tributarios electrónicos y también del archivo electrónico de cesión, el cual corresponde al contrato donde se detallan los datos principales de la cesión. Ambos son documentos XML.
Los campos obligatorios que debe tener un AEC, según la normativa del SII, son los siguientes:
- Carátula
- Área de información del documento cedido: Incluye el documento cedido y una imagen PDF del mismo. Esta área va con firma electrónica (todas las firmas de este documento corresponden a firma electrónica separada).
- Área de información de la cesión: Incluye datos relevantes de la cesión. Esta área va con firma electrónica.
- Firma electrónica sobre todo el archivo

Es de notar que las herramientas informáticas y la legislación chilena están listas para recibir esta modalidad; sin embargo, el tema aún no se ha masificado. Esto se debe principalmente a que el mercado está desordenado con respecto a las transacciones entre los actores, a que faltan profesionales que sepan integrar los aspectos tributarios con los de seguridad de documento electrónico y que entiendan del tema, y finalmente a que la documentación tributaria electrónica no está masificada en Chile.